# Sénat dirigeant

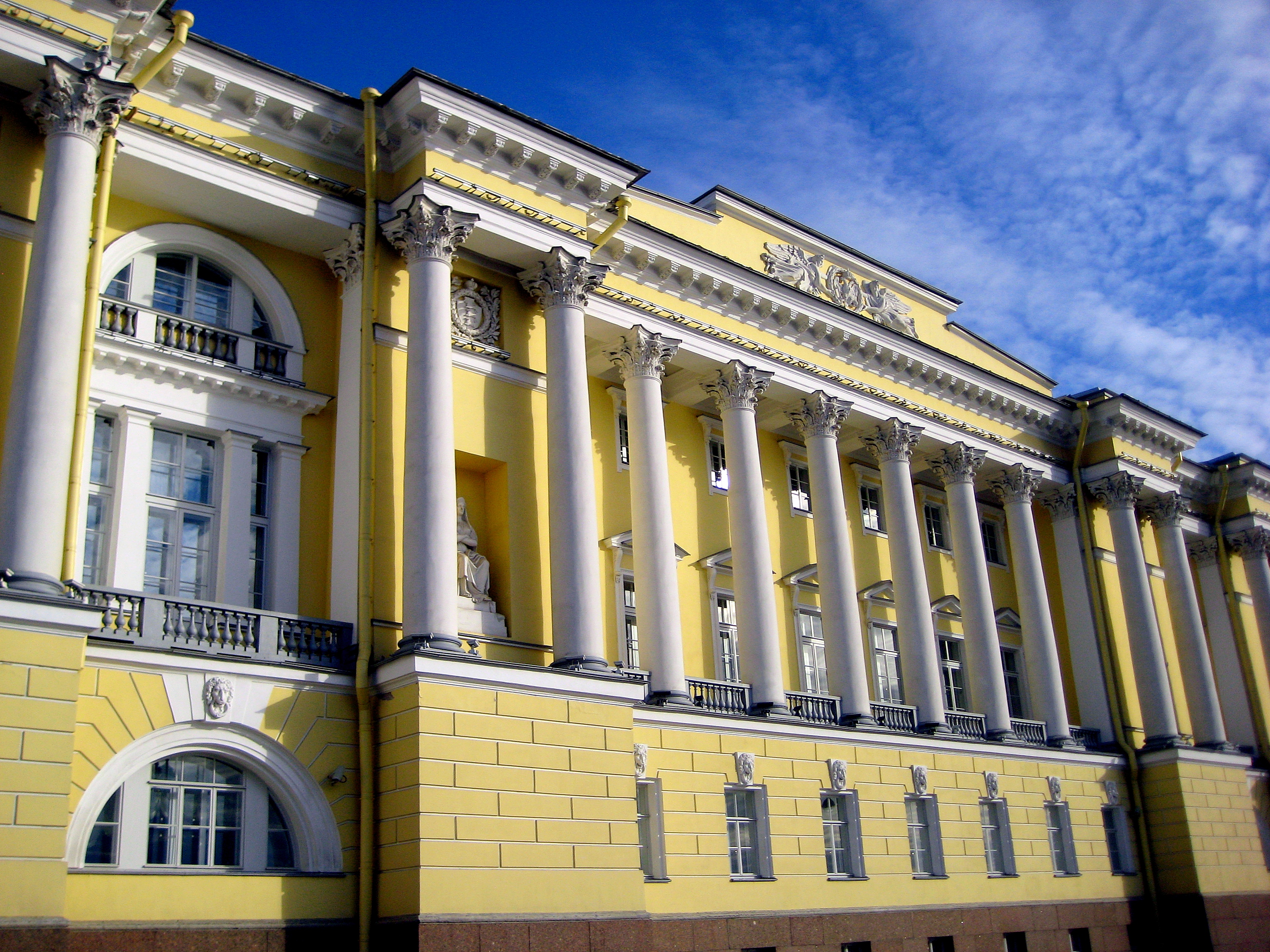
Façade du Sénat.

Le Sénat dirigeant (en russe Правительствующий сенат) est une institution de l'Empire russe fondée en 1711 par le tsar Pierre le Grand pour contrôler l'administration de son empire et le moderniser.

## Histoire
Il est installé dans un bâtiment à deux ailes partagé avec le très Saint-Synode dirigeant.

### Du règne d'Alexandre Ier à la fin duXIXesiècle
Le principal type d'activité du Sénat, comme celui des autres institutions centrales, est finalement esquissé sous le règne d'Alexandre Ier. Presque immédiatement après son accession au trône, l'empereur Alexandre a commencé à réformer le Sénat, afin de mettre fin à la situation humiliante à laquelle l'institution suprême de l'empire avait été amenée. Le 5 juin 1801, un oukaze personnel est pris selon lequel le Sénat est invité à rédiger un rapport sur ses droits et obligations. Ce décret, qui exprimait clairement l'intention de l'empereur de rehausser l'importance du Sénat, fit une forte impression non seulement sur le Sénat, mais aussi sur le public éduqué en général. En réponse à ce décret, plusieurs projets de rapport sont présentés, rédigés avec une animation extraordinaire par le comte Zavadovski, Derjavine et le prince Vorontsov et exprimant le désir du Sénat de lui rendre le sens qu'il avait sous Pierre le Grand et Élisabeth. C'est le projet du comte Zavadovski qui est pris en considération par le Sénat. Lors de son introduction au souverain, une discussion détaillée des réformes du Sénat commence à la fois dans le comité privé et, le 30 mars (11 avril) 1801 au Conseil d'État de l'Empire (plus précisément, au conseil permanent). Le résultat de toutes ces réunions est un décret personnel du 8 septembre 1802 sur les droits et obligations du Sénat. Ce décret est le dernier acte législatif qui définit systématiquement à la fois l'organisation même du Sénat et ses relations avec les autres institutions supérieures,.
Malgré le fait que le décret du 8 septembre 1802 était le résultat d'un sérieux désir de l'empereur et de ses proches de relever l'importance du Sénat, il n'a pratiquement rien introduit de nouveau dans son organisation et ses relation avec d'autres institutions : il n'a fait que rappeler les droits du Sénat de la Grande Catherine oubliés et détruits par son fils, l'empereur Paul. Les seules innovations étaient les règles suivantes : en cas de protestation du procureur général contre la détermination du Sénat, l'affaire était rapportée au souverain non pas par le procureur général seul, mais par une délégation du Sénat. Le Sénat avait aussi le droit, s'il voyait un inconvénient important dans les lois existantes, d'en informer le souverain. En même temps que le décret sur le Sénat, un manifeste est publié sur la création de ministères et il est établi que les rapports annuels des ministres seraient soumis au Sénat pour rapport au souverain. En raison d'un certain nombre de conditions, ces droits nouvellement accordés au Sénat ne pouvaient donc en aucun cas accroître son importance. Au niveau de sa composition, le Sénat n'était pas, tant s'en faut, un ensemble de premiers dignitaires de l'empire. Des relations directes du Sénat avec le pouvoir suprême n'ont pas été créées, ce qui a prédéterminé la nature des relations du Sénat avec le Conseil d'État, les ministres et le Comité des Ministres,.